# 로마 가톨릭 밴쿠버 대교구

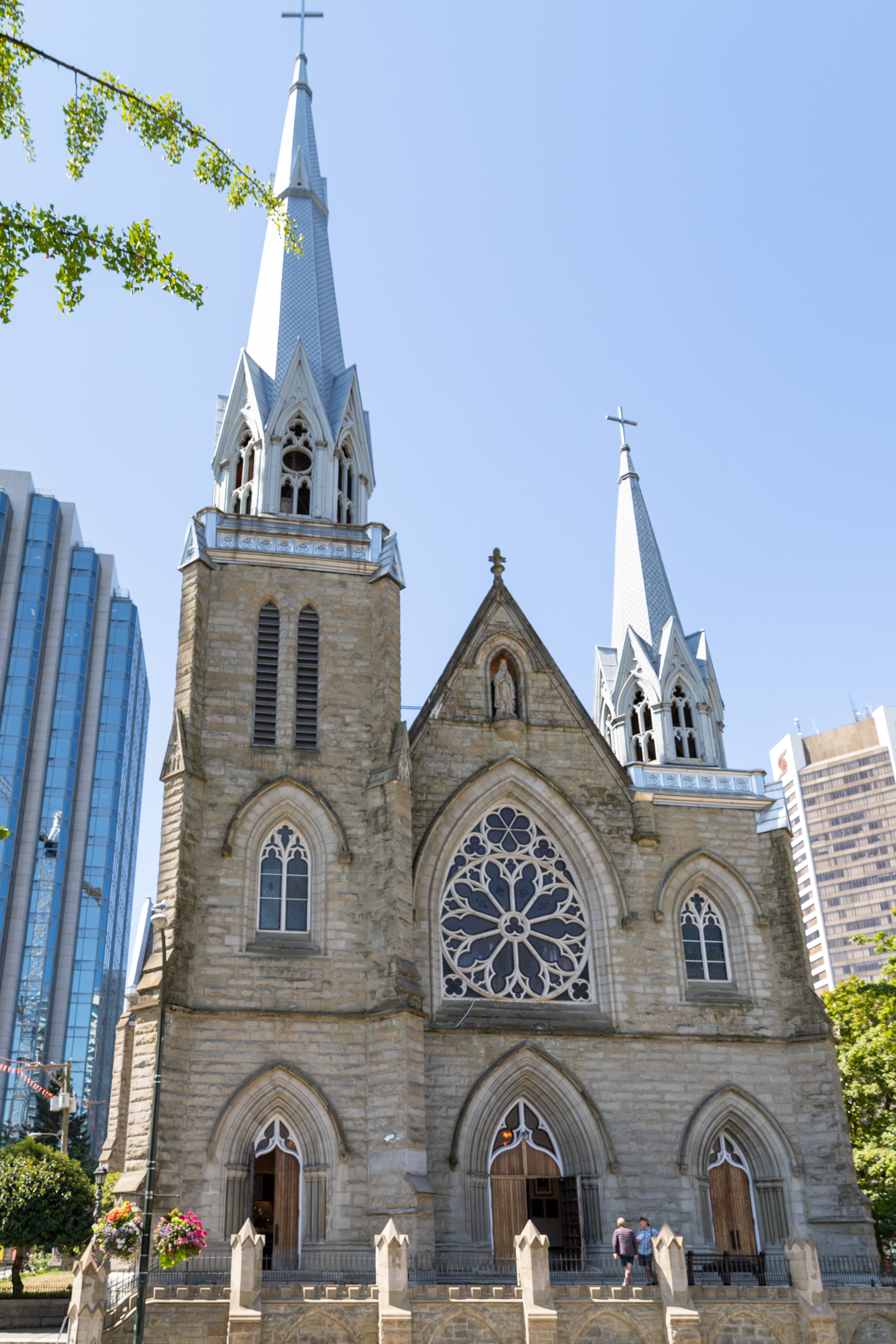
밴쿠버, 브리티시 컬럼비아에 있는 묵주 기도의 성모 대성당.

로마 가톨릭 밴쿠버 대교구(영어: Roman Catholic Archdiocese of Vancouver 프랑스어: Archidiocèse de Vancouver)은 캐나다 브리티시 컬럼비아주에 위치한 천주교 대교구이다.
주교좌 성당은 묵주 기도의 성모 대성당이다. (Holy Rosary Cathedral).
현직 교구장은 리쳐드 w 스미스 대주교이다.

## 관할지구
밴쿠버 대주교는 관할교구도 포함되는 밴쿠버 관구의 관구장이다. 밴쿠버 대교구의 영향에 있는 교구는:
- 캠룹스 로마 카톨릭 교구 (1945년에 창설)
- 넬슨 로마 가톨릭 교구 (1936년에 창설)
- 프린스 조지 로마 가톨릭 교구 (1967년 교구로 승격)
- 빅토리아 로마 가톨릭 교구 (前 대교구, 1908년 교구로 강등).

## 통계
2014년 기준, 43만명의 가톨릭 신자들이 있다. 교구 면적은 119,439km2이다. 현재 성당 76개, 공소 7개, 교구 사제 110명, 수도회 사제 106명, 세례받은 인원은 407,000명이다. 106명의 여성 수도자, 19명의 남성 수도자, 그리고 17명의 종신부제가 있다. 그외 가톨릭 사립학교 51개를 관리 중이다.

## 기념일
- 10월 3일[2][3]
- 10월 7일[4][5]
- 12월14일[6][7]

## 역사

### 오레곤 준주에서의 독립
1846년 7월 24일에, 밴쿠버섬 교구는 오리건준주 대목구(미국 오레곤 준주)에서 분리되어 설립되었다.

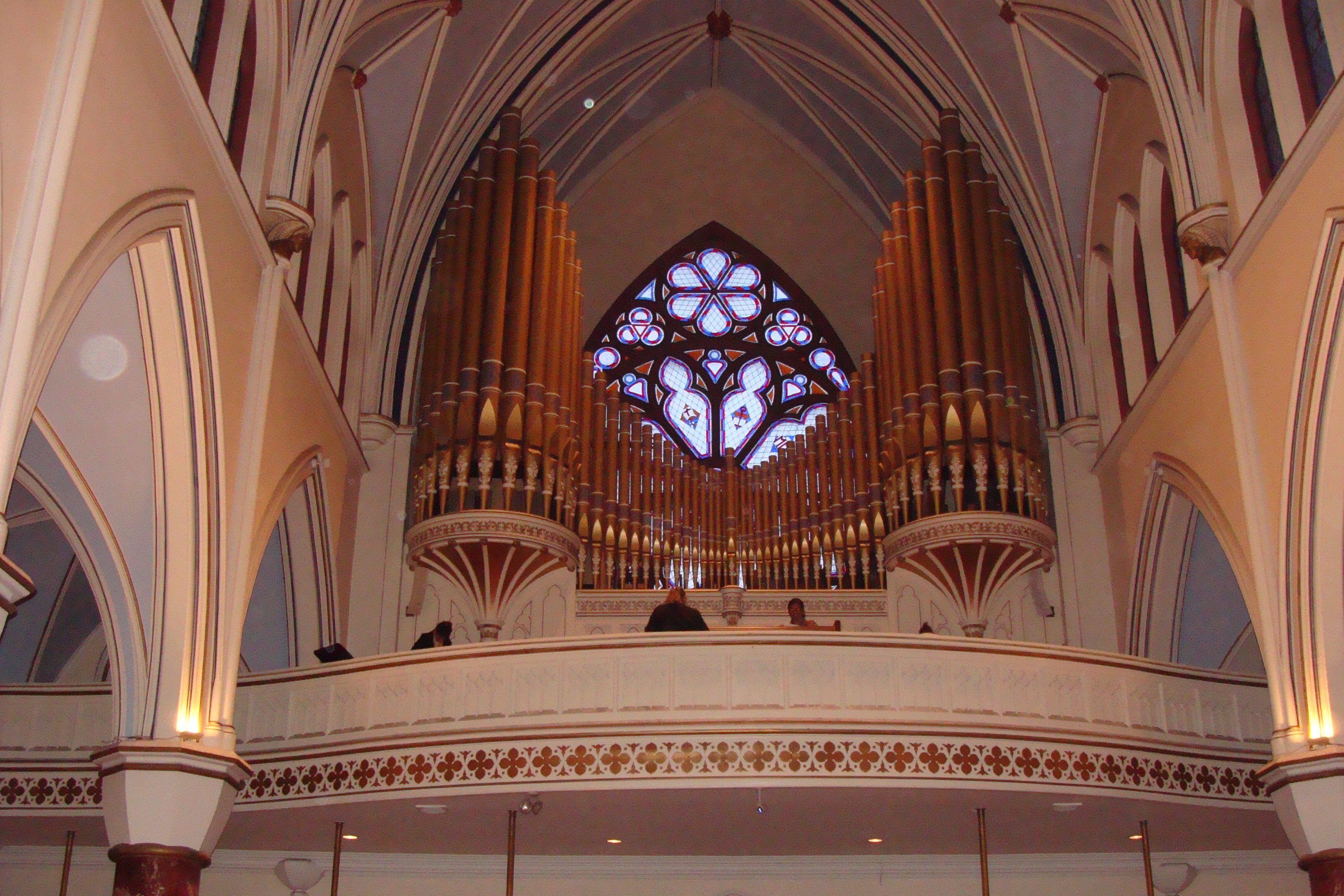
묵주 기도의 성모 대성당 파이프 오르간

### 오블라띠 선교 수도회 시대
1863년 12 월 14일, 브리티시 컬럼비아 대목구가 밴쿠버섬 교구에서 분리되었다. 오블라띠 선교 수도회의 루이-조셉 데르보메즈 (Louis-Joseph D' Herbomez) 신부는 새로 형성된 대목구의 첫번째 명의주교이다. 그는 1890년에 사망할때까지 캐나다에서 활동하였다.
1890년 9월 2일, 브리티시 컬럼비아 대목구는 뉴웨스트민스터 교구로 이름을 바꾼다. 오블라띠 선교 수도회의 Pierre-Paul Durieu 신부는 명예주교가 되어 1899년 사망까지 캐나다 사회에 봉헌하였다.
1894년 7월 27일 그의 재임 기간중 알래스카준주는 뉴웨스트민스터 교구에서 분리되어  Apostolic Prefecture of Alaska가 창설되었다.
다른 프랑스인 주교인 Augustin Dontenwill은 1899년 뉴웨스트민스터 교구의 지휘권을 받았다. 그는 사임할때까지 자리를 지켰다. 그는 사임후 1908년 오블라띠 선교 수도회의 수도회장이 되었다. 그의 재임중 묵주 기도의 성모 대성당이 주교좌 성당의 자리를 위임받았다.

### 빅토리아 대교구
1903년, 밴쿠버섬 교구는 대교구로 승격되어 밴크버섬 대교구가 되었다. 그후 1904년 빅토리아 대교구로 이름을 바꾸었다. 1903년, 독일 태생의 주교인 Bertram Orth는 대주교로 임명되었다. 1908년에 Bertram Orth 대주교는 사임하였다.
9월 19일 1908년에 뉴웨스트민스터 교구는 밴쿠버 대교구로 승격되었고, 같은해 10월에는 빅토리아 대교구가 빅토리아 교구로 강등되었다. Alexander MacDonald 신부는 빅토리아 교구 주교로 서품되었다.

### 캐나다인 주교
밴쿠버 대교구는 1년동안 주교가 임명되지 않는 상태였다. 1910년 1월 19일, Neil McNeil 뉴펀들랜드 래브라도주 세인트 조지 교구 주교가 밴쿠버 대주교가 되었지만, 그해 4월 10일 토론토 대주교가 되어 임기가 매우 짧았다.
1912년 8월, Timothy Casey 세인트 존 주교는 밴쿠버 5대 대교구장이 되었다. 1914년 제1차 세계 대전이 발생하여 밴쿠버 대교구는 재정 문제가 생긴다. 그의 재임기간중 묵주 기도의 성모 대성당이 주교좌 성당으로 임명된다. 그는 1931년 10월 사망한다.

### "아이언 듀크"시대
1928년 8월, 뉴브런즈윅주 세인트존의 사제는 밴쿠버의 부교구장 주교가 된다. 1931년 10월, William Mark Duke주교는 밴쿠버 대교구의 대주교가 된다. 그가 32년동안 재임했던 동안, 밴쿠버는 대공황과 황진으로 고생하였다. 듀크 대주교는 엄격한 재정관리와 철저한 징계빙식으로 인해 "아이언 듀크"라는 별명이 생긴다. 그는 1964년 은퇴할때까지 길이 남을 업적들을 쌓았다. 그는 St. Marks Colledge를 브리티시 컬럼비아에 설립하고, 2개의 교구 직속 고등학교와, 1개의 고등학교, 22개의 가톨릭 초등학교, 3개의 가톨릭 병원, 그외 많은 성당들을 설립하였다.
그의 재임 기간 동안 대교구는 두번의 영토 축소가 발생하였다: 2월 22일 1936년 가톨릭 넬슨 교구가 설립되었고, 1945년 12월 22일 캠룹스 교구가 분리되었다. 새 교구들은 새 가톨릭 고등학교, 초등학교, 및 성당들을 건설하였다.
넬슨 교구의 주교인 Martin Micheal Johnston 주교는 1954년 부교구장이 되었고, 그는 듀크 주교의 마지막 10년을 같이 하였다. Johnston 주교는 1964년에 대교구장이 되어 1969년에 은퇴하였다. 그의 재임기간중 프린스 루퍼트 대목구는 1967년 교구로 승격되었다.

### 프로젝트 어드밴스 시대
부교구장 1969년 James Carney는 밴쿠버 대교구의 대주교로 임명된다. Carney 대주교는 최초의 밴쿠버 태생인 밴쿠버 대교구장이다. 그의 재임중 낙후된 시설들을 재건설하게 된다. 그는 성당, 학교, 병원들을 재건설하게 된다. 그는 건설 성금을 모으기 "프로젝트 어드밴스"라는 후원 시스템을 만든다. 모은 성금으로 성당과 학교를 건설한다. Carney 주교가 사망한 1990년, 그를 기리기 위해 Archbishop Carney Regional Secondary School이 건설된다.
1984년에는 교황 요한 바오로 2세가 밴쿠버를 방문하였다.

### 대교구 교회회의 (시노드)
밴쿠버 대교구는 2006년에 9년간 진행되었던 교회회의를 종결하였다. 평신도를 포함한 각 성당, 학교, 신학생, 가톨릭 단체 대표들이 있었고, 비가톨릭 신자들도 초대받았다.
공식적으로 이 시노드는 2002년 10월에서 2003년 10월에 진행되었지만, 1998년부터 꾸준한 준비가 진행되었다. 이 교회회의의 목적은 가톨릭 교회가 21세기를 들어서며 어떤 방향으로 갈지의 토론이었다.
2006년 12월 3일, Raymond Roussin 대주교는 시노드의 종결을 묵주 기도의 성모 대성당에서 발표하였다.
대교구 신문 The BC Catholic에 따르면, 시노드중 20개의 사안은 바로 진행될것이라고 전하였다. "하이라이트 (중요부분)는 평신도에 영향력을 확장하고, 교육자들의 신앙을 발전전 및 성인들의 산앙 발전 방법 모색하며, 복음을 전도하고, 사제들에게 도움을 줄방법을 모색해야 합니다."

### 현재 상황
밴쿠버 대교구는 현재 대규모 인프라 업그레이드를 진행하고 있다. 업그레이드되는 부분중 하나는 성당과 학교들의 지진 내진설계이다. 밴쿠버 대교구는 캐나다에서 가장 보수적인 교구중 하나로 알려져있다.

#### 성폭행 논란
2019년 밴쿠버 대교구는 성폭력으로 처벌받거나 성폭력 관련 민사 소송에 패소한 받은 교구 사제 9명을 공개적으로 지명하였다. 또한 대교구는 1950년부터 36건의 성폭력 사건을 인정하였고, 그중 피해자 26명은 미성년자였다고 한다.  밴쿠버 대교구는 캐나다 교구 60개중 최초로 성폭력 관련 정보를 공개하였다.
2020년 8월, 대교구를 상대로 성폭력 관련 소송이 접수되었다. 원고는 K.S.라는 이니셜만 공개되었다. 그는 1980년대에 St Francis of Assisi 학교 재학중 주임신부였던 Micheal Conaghan 신부가 자신을 상대로 성폭력을 행하였다고 증언하였다.  해당 피해자는 사건 당시에 11세였다고 한다.   해당 신부는 대교구가 2019년 성폭력 혐의로 공개한 9명중 포함되지 안았으며, 소송 접수 4일후 사망하였다고 한다.  원고는 해당 소송에서 밴쿠버 대교구는 바티칸의 지시를 받고 성폭력과 관련된 사건들을 은폐 하였다고 증언했다.

## 문장

윗쪽에 위치한 주교관은 교구 문장의 표준이다.
(Escutcheon) 방패
Escutcheon은 문장에 등장하는 방패를 의미한다.
장미
왼쪽 상단에 있는 장미는 묵주 기도의 성모를 향한 묵주 기도의 대성당의 봉납을 의미한다.
태평양 층층 나무
오른쪽 상단에 위치한 태평양 층층 나무 (Cornus nuttallii)는 브리티시 컬럼비아주의 주화이다.
키 로 (Chi-Rho)
Chi-Rho ⳩는 그리스도의 그리스어 모노그램이다. 이는 예수 그리스도를 의미하는 그리스어 문자인 ΧΡΙΣΤΟΣ 의 첫 두 글자에서 유래된다.
세 개의 셰브론 (V자 모양)
3개의 쉐브론은 밴쿠버를 내려다 보는 노스 쇼어 산맥을 나상징한다. 묘사된 산은 홀리번산, 그라우스산 및 시모어산의정상을 나타낸다.
성 베드로의 배

가운대에 위치한 배는 성 베드로의 배를 나타내며, 이는 가톨릭 교회를 상징한다. 문장에서는 어망이 그려져있는데, 이는 아태오 복음 4장 18-19절을 나타낸다.
"예수님께서는 갈릴래아 호숫가를 지나가시다가 두 형제, 곧 베드로라는 시몬과 그의 동생 안드레아가 호수에 어망을 던지는 것을 보셨다. 그들은 어부였다. 예수님께서 그들에게 이르셨다. “나를 따라오너라. 내가 너희를 사람 낚는 어부로 만들겠다.”"

## 역대 교구장

### 대주교장

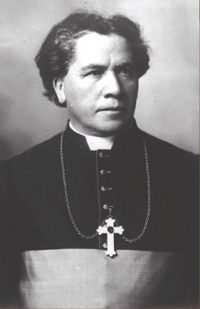
Augustin Dontenwill, 뉴 웨스트 민스터 교구의 마지막 주교이자 밴쿠버 대교구 최초의 대주교.

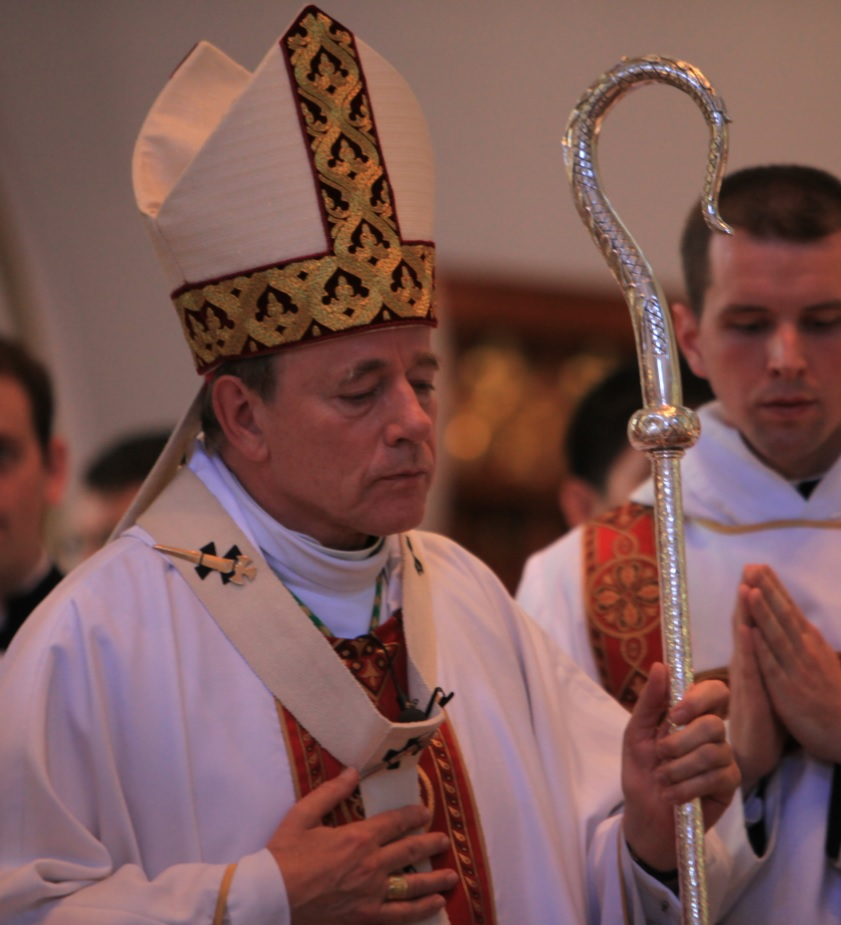
J. Michael Miller주교는 2009년부터 밴쿠버의 현직 대주교이다.

아래는 창립 이래 밴쿠버 대교구와 그 이전 관할권들을 이끌었던 교구장의 목록이다.

#### 대목구 명예주교
- Louis-Joseph d'Herbomez (1863 ~ 1890)
- Pierre-Paul Durieu(1890)

#### 뉴 웨스트 민스터 교구 교구장
- Pierre-Paul Durieu (1890–1899)
- Augustin Dontenwill (1899 ~ 1908 )

#### 밴쿠버 대교구 교구장 대주교
- Augustin Dontenwill (1908–1910)
- Nill McNeil (1910–1912)
- Timothy Casey (1912 ~ 1931)
- William Mark Duke (1931 ~ 1964)
- Martin Micheal Johnson (1964 ~ 1969)
- James Carney (1969–1990)
- Adam Exner (1991–2004)
- Raymond Roussin (2004–2009)
- J. Michael Miller (2009– 2025)
- Richard W. Smith (2025~)

### 부교구장 주교
가톨릭 교회법에 따라, 부교구장 주교는 현직 교구장의 은퇴, 사임, 사망의 경우 후대 교구장의 승계권한이 있다. 밴쿠버의 부교구장들은 미래에 모두 밴쿠버 대교구 대주교가 되었다.
- Pierre-Paul Durieu (1875–1890), 대목구 부명예주교
- Augustin Dontenwill (1897–1899) 부교구장 주교
- William Mark Duke (1928–1931)
- Martin Micheal Johnson (1954 ~ 1964)
- J. Micheal Miller (2007–2009)

### 보좌 주교
부교구장 주교와 달리, 보좌 주교는 공식적인 승계 권한이 없다. 보좌 주교중 Carney 주교만 밴쿠버의 대주교장이 되었다.
- Edward Quentin Jennings (1941 ~ 1946), 캠룹스 주교 임명[15]
- James Carney (1966–1969), 밴쿠버 대주교 임명[16]
- Lawrence Sabatini (1978-1982), 캠룹스 주교 임명[17]

### 밴쿠버 대교구 출신 주교
밴쿠버 대교구 출신 사제중 7명은 밴쿠버외에 주교로 임명된다. 괄호 안에 표시된 첫해는 서품년도이다. 이  목록은 Carney 주교를 생략한다; 그는 1942년부터 1966년까지 대교구의 사제였지만, 1966년에 같은 대교구의 보조 주교로 임명되고, 1969년에는 밴쿠버의 대주교로 임명된다.
- Peter Mallon (1956–1990), 1990년에 넬슨 교구 주교로 임명[20]
- David Monroe (1967–2002), 2002년 캠룹스 주교로 임명[21] 2016년 은퇴 후 대교구로 복귀.[22]
- Richard Gagnon (1983–2004), 2004년 빅토리아 교구 주교로 임명[23]
- Gary Gordon (1982–2006), 2006년 화이트호스 교구 주교로 임명 됨[24]
- Stephen Jensen (1980–2013), 2013년 프린스 조지 주교로 임명[25]
- Mark Hagemoen (1990–2013), 2013년 Mackenzie–Fort Smith 주교로 임명[26]
- Joseph Phuong Nguyen (1992–2016), 2016년 캠룹스 주교로 임명[27]

## 성당
미사는 아랍어, 중국어 (광동어), 중국어 (만다린어), 크로아티아어, 영어, 프랑스어, 독일어, 헝가리어, 인도네시아어, 이탈리아어, 한국어, 라오스어, 전통 라틴어, 폴란드어, 포르투갈어, 슬로바키아어, 스페인어, 타갈로그어와 베트남어로 제공된다. 이중 성 김대건 성당과 효주 아녜스 성당은 한국인 성당으로 한국어 미사가 봉헌된다.

## 교육

### 가톨릭 고등학교
| 학교                                         | 도시          | 설립년도 | 웹 사이트                                            |
| -------------------------------------------- | ------------- | -------- | ---------------------------------------------------- |
| Holy Cross Regional Secondary School         | 써리          | 1982년   | http://www.holycross.bc.ca/                          |
| St. Thomas Aquinas Regional Secondary School | 노스 밴쿠버   | 1953년   | http://www.aquinas.org/                              |
| Archbishop Carney Regional Secondary School  | 포트 코퀴틀람 | 1994년   | http://www.acrss.org/                                |
| St. Patricks Regional Secondary School       | 밴쿠버        | 1928년   | http://www.stpats.bc.ca/                             |
| St. Thomas More Collegiate (교구 외)         | 버나비        | 1960년   | http://www.stmc.bc.ca/                               |
| St. John Brebeuf Regional Secondary          | 애버츠포드    | 1992년   | http://www.stjohnbrebeuf.ca/                         |
| Notre Dame Regional Secondary School         | 밴쿠버        | 1953년   | http://www.ndrs.org/ 보관됨 2020-09-29 - 웨이백 머신 |
| Traditional Learning Academy                 | 코퀴틀람      | 1991년   | http://traditionallearning.com/                      |
| Vancouver Colledge (교구 외)                 | 밴쿠버        | 1922년   | http://www.vc.bc.ca/                                 |
| Little Flower Academy (교구 외)              | 밴쿠버        | 1927년   | http://www.lfabc.org/                                |

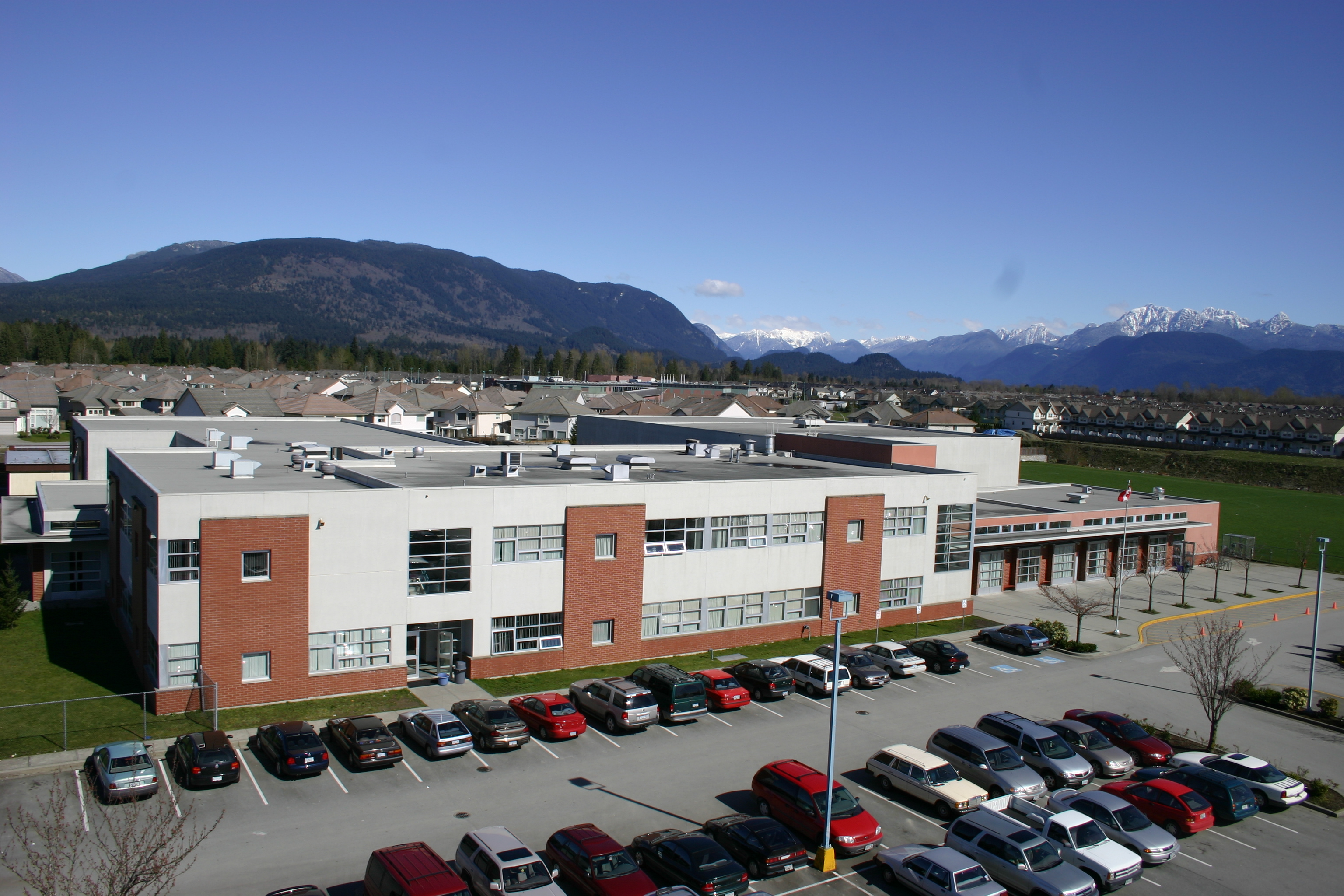
1990년대 초 대교구의 대주교 카니 고등학교의 사진

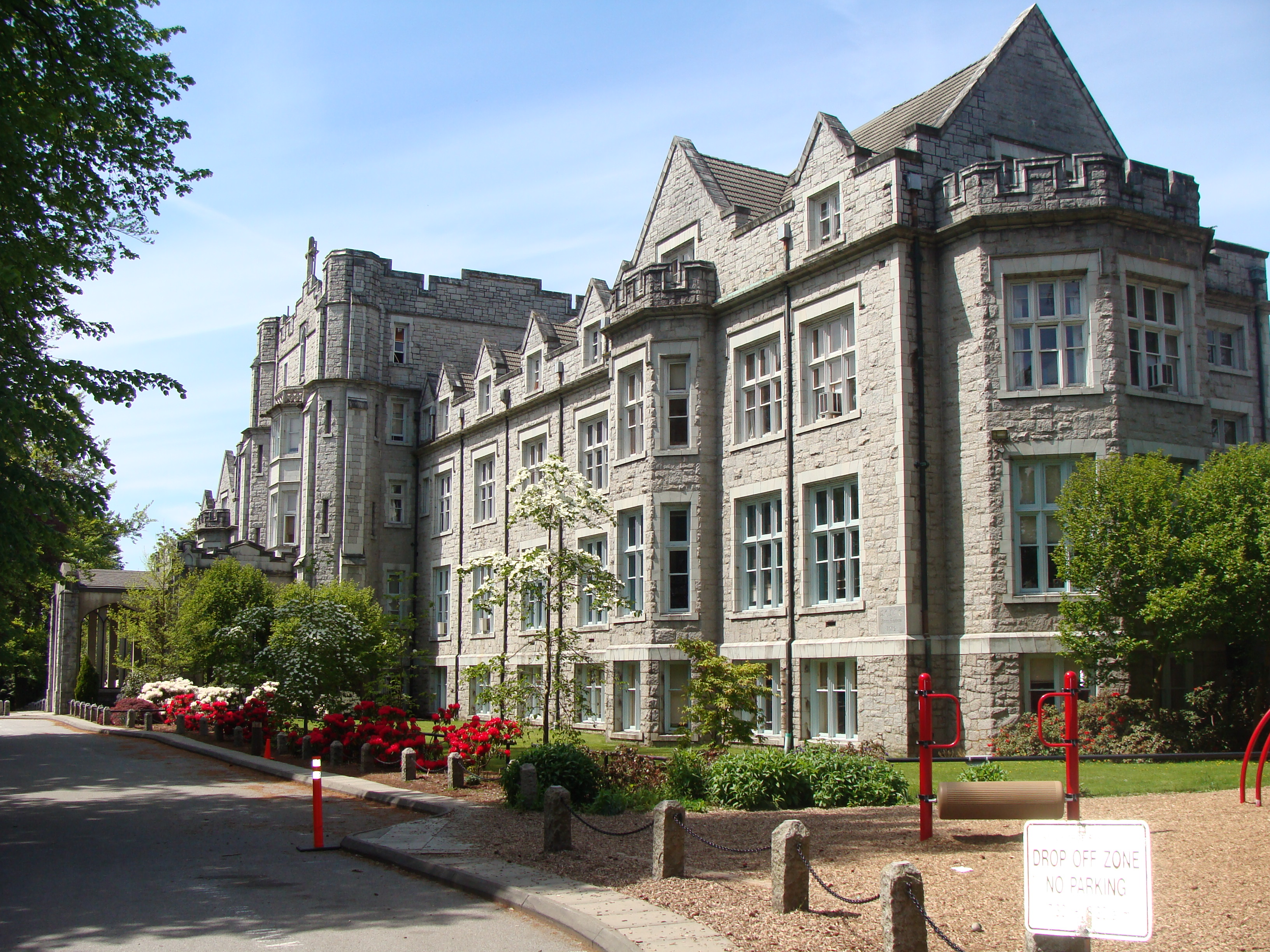
St. George's Junior School

- 브리티시 컬럼비아주 미션에 위치한 Seminary of Christ the King 신학교는 캐나다에 둘밖에 없는 신학교중 하나이다.

### 가톨릭 대학교, 전문대학 및 신학교

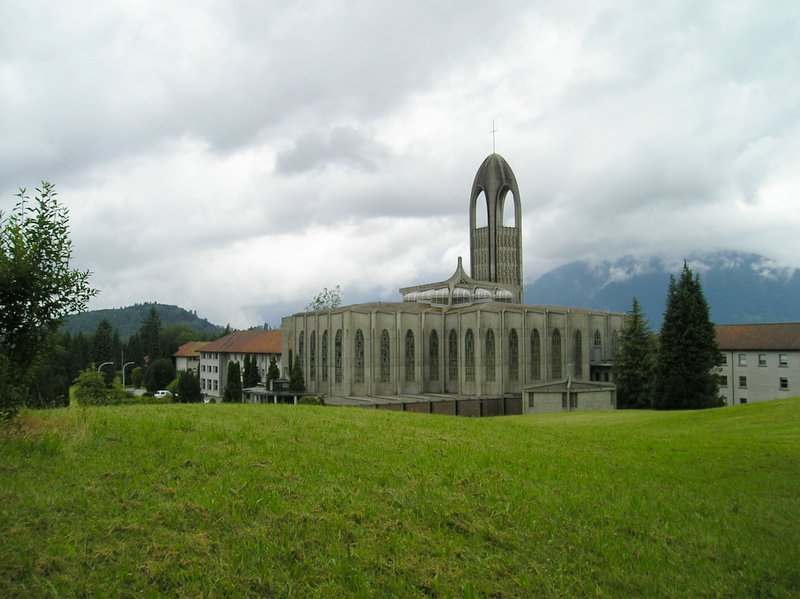
Seminary of Christ the King 신학교

현재는 가톨릭 대학이 없지만 대교구 시노드에 따라 대학교 설립계획이 있다.
| 칼리지                        | 도시   | 설립   | 웹 사이트                       |
| ----------------------------- | ------ | ------ | ------------------------------- |
| St. Mark's Colledge (UBC)     | 밴쿠버 | 1956년 | http://www.stmarkscollege.ca/   |
| Corpus Christi Colledge (UBC) | 밴쿠버 |        | http://www.corpuschristi.ca/    |
| Catholic Pacific Colledge     | 랭리   | 1999년 | https://www.catholicpacific.ca/ |
| Seminary of Christ the King   | 미션   | 1931년 | http://www.sck.ca/              |

## 기타
교구 신문
- 밴쿠버 대교구는 지역 사회를 위해 The BC Catholic이라는 신문을 발행한다. (1931년 출간)

피정
- 밴쿠버 대교구는 Rosemary Heights Retreat Center라는 피정 시설을 운영한다. 현재 구글 맵에 따르면 영구 폐쇄라고 안내되어 있다

## 같이 보기
- 캐나다의 로마 가톨릭 교구 목록